# Потік (Самбірський район)
Поті́к — село в Україні, у Самбірському районі Львівської області. Населення становить 136 осіб. Орган місцевого самоврядування - Старосамбірська міська рада.

## Географія
Селом тече струмок Великий Потік.
Територія населеного пункту 173,9 га, під забудовою та присадибними ділянки 13 га, орна земля 38 га, пасовища 26 га, громадські ліси 168 га.
Відстань до обласного центру (Львів) 110 км, до районного центру 21 км, до місцевої ради 3 км, до пожежної частини 21 км, лікарні 21 км. Дороги з твердим покриттям 3 км, ґрунтові дороги 2 км.
Церква Святого Миколая побудована у 1928 році, конфесія УГКЦ.

## Відомі люди
- Сенчишак Ілько — лицар Срібного хреста бойової заслуги УПА 1 класу, кур'єр ЗП УГВР.
- Яременко Станіслав[1] - чемпіон Європи з пауерліфтингу серед юнаків